# Лакуна (лингвистика)
Лаку́на (в широком смысле) — национально-специфический элемент культуры, нашедший соответствующее отражение в языке и речи носителей этой культуры, который либо полностью не понимается, либо недопонимается носителями иной лингвокультуры в процессе коммуникации.
Лаку́на (в узком смысле, так называемая языковая лакуна) — отсутствие в лексической системе языка слова для обозначения того или иного понятия.
Лакуны расшифровываются с помощью фреймов — способа организации опыта, а также знаний об особенностях предметов, событий, которые традиционно соединяются в практической деятельности участника коммуникации.

## Классификация
Лакуны подразделяются на:
- культурологические
- текстовые
- лакуны фоновых знаний
- поведенческие
- кинесические
- речевые
- языковые

## Теория лакун
Теория лакун, существующая в российской и германской психолингвистике, рассматривает специфические для конкретных лингвокультурных общностей лакуны. В Западной Европе и в США теория лакун используется в социологических исследованиях, а также в исследованиях по маркетингу, рекламе и кросс-культурному менеджменту.